# Caloptilia thymophanes
Caloptilia thymophanes är en fjärilsart som först beskrevs av Edward Meyrick 1928.  Caloptilia thymophanes ingår i släktet Caloptilia och familjen styltmalar. Inga underarter finns listade i Catalogue of Life.